# اسمیلی بارنت
اسمیلی بارنت (انگلیسی: Smiley Burnette; ۱۸ مارس ۱۹۱۱ – ۱۶ فوریهٔ ۱۹۶۷) خواننده-ترانه‌پرداز، موسیقی‌دان و هنرپیشه اهل ایالات متحده آمریکا بود. وی بین سال‌های ۱۹۳۳ تا ۱۹۶۷ میلادی فعالیت می‌کرد.
از فیلم‌ها یا برنامه‌های تلویزیونی که وی در آن نقش داشته‌است می‌توان به بیگ شو اشاره کرد.